# Dilaila
I Dilaila sono un gruppo musicale milanese formatosi nel 1998.

## Storia del gruppo
Il gruppo dei Dilaila si forma nel 1998 a Milano. Tra il 1998 e il 2000 iniziano a farsi conoscere nell'ambiente musicale milanese e, in particolare, vengono notati dai produttori Marco Trentacoste e Fabrizio Rioda.
Nel 2001 i Dilaila hanno vinto l'ultima edizione del trofeo Roxy Bar, nell'ambito dell'omonima trasmissione condotta da Red Ronnie con la canzone Quadro Surreale, poi inclusa nel loro album di debutto. Sempre nel 2001 sono stati il primo gruppo musicale senza contratto discografico che ha suonato dal vivo negli studi televisivi di MTV Italia, nell'ambito della trasmissione Supersonic.
Nel maggio 2003 pubblicano il primo album, Amore+Psiche (Ekomusic/Edizioni BMG Ricordi). Vengono realizzati due videoclip per la regia di Sirio Zuelli.
Nell'ottobre 2005 pubblicano Moderna - The Musicboom EP, un EP in formato digitale che anticipa la pubblicazione del secondo album Musica x robot (2005, Ilrenonsidiverte), seguito nel marzo 2006 da un altro EP dal titolo Imparate a comunicare.
Nel giugno 2010 viene pubblicato il terzo album, intitolato Ellepi e registrato presso le Officine Musicali di Mauro Pagani. Il disco è pubblicato dall'etichetta discografica indipendente fiorentina Pippola Music, trainata da Brunori Sas.
Nel mese di giugno è realizzato il videoclip del brano Pensiero.
Nel 2013 Paola Colombo collabora con i Non voglio che Clara per l'album L'amore fin che dura. Nel 2014 è uscito il loro quarto album Tutorial, pubblicato dalla Niegazowana Records.

## Formazione
- Paola Colombo (Legnano, 9 ottobre 1979), voce e chitarra acustica
- Claudio Cicolin (Giussano, 15 febbraio 1975), chitarra elettrica
- Alessandro Cicolin (Giussano, 6 marzo 1969), chitarra elettrica
- Luca Bossi (Legnano, 1976), pianoforte
- Simone Marchiorato (Busto Arsizio, 17 febbraio 1974), basso
- Riccardo Lecchini (1978), batteria

## Discografia

### Album di studio
- 2003 - Amore+Psiche (Ekomusic)
- 2005 - Musica x robot (Ilrenonsidiverte)
- 2010 - Ellepi (Pippola Music)
- 2014 - Tutorial (Niegazowana Records)

### EP
- 2005 - Moderna - The Musicboom EP (Ilrenonsidiverte)
- 2006 - Imparate a comunicare (Ilrenonsidiverte)